# Vol EgyptAir 181
Le vol EgyptAir 181 est un vol reliant l'aéroport d'Alexandrie à l'aéroport international du Caire, qui a été détourné le 29 mars 2016 par un pirate de l'air.
Celui-ci a agi pour des raisons personnelles. Il s'est en définitive avéré qu'il n'était pas armé, ni porteur d'aucun engin explosif contrairement à ce qu'il avait affirmé.

## Détournement
Le vol 181 a quitté l'aéroport de Borg El Arab à Alexandrie à 06 h 38 (heure locale, UTC+2) pour un court vol vers l'aéroport international du Caire, transportant 56 passagers plus sept membres d'équipage. Peu après le décollage, le capitaine a été informé qu’un passager prétendant porter une ceinture explosive exigeait que l’avion soit redirigé vers Chypre.
Un passager a rapporté que les agents de bord avaient collecté les passeports avant que l’appareil ne prenne de l’altitude et qu'une annonce informe de la déviation vers Larnaca. L'avion a atterri en toute sécurité à l'aéroport international de Larnaca à 08 h 46 (heure locale, UTC+3), sur un parking éloigné, et l’aéroport a été fermé à tout trafic.

## Résolution
Après l’atterrissage, les négociations ont permis la libération de tous les passagers sauf trois, ainsi que quatre membres d’équipage. Le pirate de l'air a demandé à voir son ex-épouse vivant à Chypre et a sollicité l'asile politique, remettant une lettre à son intention aux autorités.
Selon la chaîne publique chypriote, il aurait également exigé la libération de prisonnières en Égypte, et d'après les autorités égyptiennes, il demandait à rencontrer des représentants de l’Union européenne.
Sept personnes ont ensuite quitté l’avion, et un membre d’équipage s’est échappé par une fenêtre du cockpit. À 14 h 41, le ministère des Affaires étrangères chypriote a tweeté que le pirate de l'air avait été arrêté. Aucun blessé n’a été signalé. Le ministère a identifié l’homme comme étant Seif Eldin Mustafa, ressortissant égyptien.
Une photo, devenue virale, a ensuite circulé montrant un passager souriant aux côtés de Mustafa, la ceinture explosive prétendue visible sous sa veste. Ce passager, Ben Innes, a déclaré avoir voulu « jeter un coup d’œil de plus près » à l’objet suspect pour en évaluer la réalité,,.

## Passagers et équipage
Le vol 181 transportait six membres d’équipage égyptiens ainsi qu’un agent de sécurité égyptien. Parmi les 56 passagers, 30 étaient égyptiens, 14 européens et 8 provenaient des États-Unis. La chanteuse d’opéra Farrah El-Dibany faisait partie des passagers.

## Appareil
L’avion détourné était un Airbus A320-233, immatriculé SU-GCB, numéro de série constructeur 2079. Il avait effectué son premier vol le 8 juillet 2003, avant d’être livré à EgyptAir le 31 octobre 2003. Il était âgé de douze ans au moment du détournement. L’appareil était équipé de deux moteurs IAE V2500,,.

## Pirate de l’air
Après son interpellation, Seif Eldin Mustafa a été placé en garde à vue à Chypre. Les gouvernements égyptien et chypriote ont exprimé leur volonté de l’extrader vers l’Égypte pour y être poursuivi. Une procédure judiciaire a été engagée à Chypre, nécessitant une décision de justice pour l’extradition. Le verdict initial favorable à cette extradition a été contesté par Mustafa, invoquant des risques pour ses droits humains en Égypte. Il a finalement été extradé vers l’Égypte, où il a été jugé, reconnu coupable et condamné à la réclusion à perpétuité,.